# Nysius wekiuicola
Nysius wekiuicola is een insect dat behoort tot de Lygaeidae, en is endemisch op Mauna Kea op het eiland Hawaï.

## Beschrijving
Nysius wekiuicola wordt 0,5 cm groot, heeft geen vleugels en komt voor op de top van de vulkaan Mauna Kea, boven 3700m. Hij is genoemd naar Puu Wēkiu (hoogste heuvel in het Hawaïaans), de hoogste piek van Mauna Kea.
In tegenstelling tot de meeste andere Lygaeidae, die zaden eten, eet de soort andere (dode) insecten die de berg opgewaaid zijn. De sneeuw op de top wordt vaak bedekt door honderden insecten. Nysius wekiuicola eet insecten die uit de smeltende sneeuw vallen. Ze hebben een antivries in hun bloed dat het mogelijk maakt te overleven bij lage temperaturen.
De stabiliteit van de populatie wordt betwist. Er wordt gezegd dat de bouw van telescopen behorende bij het Mauna Kea-observatorium de ecologie van het gebied heeft beïnvloed.